# Turkowo (rejon miorski)
Turkowo (biał. Туркова; ros. Турково) – agromiasteczko na Białorusi, w obwodzie witebskim, w rejonie miorskim, w sielsowiecie Turkowo.

## Historia
W czasach zaborów wieś w gminie Mikołajewo, w powiecie dzisieńskim, w guberni wileńskiej Imperium Rosyjskiego.
W latach 1921–1945 folwark i karczma leżała w Polsce, w województwie wileńskim, w powiecie dziśnieńskim w gminie Mikołajów.
Według Powszechnego Spisu Ludności z 1921 roku zamieszkiwało:
- folwark – tu 41 osób, 15 były wyznania rzymskokatolickiego, 12 prawosławnego a 14 mojżeszowego. Jednocześnie wszyscy mieszkańcy zadeklarowali polską przynależność narodową. Było tu 6 budynków mieszkalnych[2]. W 1931 w 1 domu zamieszkiwało 27 osób[3].
- osada a następnie karczma – tu 25 osób, 2 były wyznania rzymskokatolickiego, 9 prawosławnego a 14 mojżeszowego. Jednocześnie 22 mieszkańców zadeklarowało polską a 3 białoruską przynależność narodową. Były tu 2 budynki mieszkalne[2]. W 1931 w 1 domu zamieszkiwało 14 osób[3].

Wierni należeli do parafii prawosławnej w Hołomyślu i rzymskokatolickiej w Dziśnie. Miejscowość podlegała pod Sąd Grodzki w Dziśnie i Okręgowy w Wilnie; właściwy urząd pocztowy mieścił się w Mikołajowie.
W wyniku napaści ZSRR na Polskę we wrześniu 1939 miejscowość znalazła się pod okupacją sowiecką. 2 listopada została włączona do Białoruskiej SRR. Od czerwca 1941 roku pod okupacją niemiecką. W 1944 miejscowość została ponownie zajęta przez wojska sowieckie i włączona do Białoruskiej SRR.
Od 1991 w składzie niepodległej Białorusi.